# گلودیس پرلا ویگوسدوتیر
گلودیس پرلا ویگوسدوتیر (انگلیسی: Glódís Perla Viggósdóttir؛ زادهٔ ۲۷ ژوئن ۱۹۹۵) بازیکن فوتبال اهل ایسلند است که در حال حاضر به عنوان مدافع میانی برای باشگاه فوتبال زنان بایرن مونیخ در بوندسلیگای زنان، بالاترین سطح لیگ فوتبال در کشور آلمان، و تیم ملی فوتبال زنان ایسلند بازی می‌کند.
از باشگاه‌هایی که در آن بازی کرده است می‌توان به باشگاه فوتبال زنان بایرن مونیخ اشاره کرد.
وی همچنین در تیم‌های ملی فوتبال زیر ۱۷ سال، زیر ۱۹ سال و زیر ۲۳ سال ایسلند و همچنین زنان ایسلند بازی کرده است.
گلودیس پرلا ویگوسدوتیر برای کسب توپ طلای فوتبال زنان در سال ۲۰۲۴ نامزد شد.

## دوران باشگاهی
گلودیس پرلا ویگوسدوتیر فوتبال حرفه‌ای خود در سطح جوانان را در کشور دانمارک با باشگاه فوتبال زنان اگبیرگ آغاز کرد. اولین باشگاه بزرگسالان او باشگاه فوتبال ویکینگور بود که در دوران بازی برای این تیم درخشید. او پس از اینکه سه ماه در دانمارک با باشگاه فوتبال زنان هورسنس بازی کرد اما موفقیتی کسب نکرد، برای فصل ۲۰۱۲ به باشگاه فوتبال زنان استیرنان منتقل شد و در طی ۵۰ بازی لیگ، موفق به زدن ۵ گل شد. او بین سال‌های ۲۰۱۵ تا ۲۰۱۷ در لیگ برتر فوتبال زنان سوئد برای باشگاه فوتبال زنان اسکیلستونا یونایتد بازی کرد و ۵۳ بار در مسابقات لیگ پیراهن این تیم را پوشید و یک بار نیز گلزنی کرد. بعدتر او در ژوئیه سال ۲۰۱۷ به باشگاه فوتبال روزنگرد منتقل شد. در زمان عضویت در باشگاه فوتبال زنان روزنگرد، گلودیس پرلا ویگوسدوتیر، در ۸۹ مسابقه لیگ داخلی برای تیمش به میدان رفت و با زدن ده گل به عنوان یک مدافع میانی آمار نسبتاً مناسبی از خودش برجای گذاشت.
در ژوئیه ۲۰۲۱، گلودیس پرلا ویگوسدوتیر از باشگاه فوتبال روزنگرد جدا شد و با باشگاه فوتبال زنان بایرن مونیخ از بوندسلیگای زنان قرارداد امضا کرد. او با قهرمانی در بوندسلیگای زنان فصل ۲۰۲۳–۲۰۲۲ به همراه باشگاه فوتبال زنان بایرن مونیخ، اولین جایزه تیمی خود در این باشگاه را به دست آورد. افتخاری که باز هم با این باشگاه تکرار کرد. در سپتامبر سال ۲۰۲۳، گلودیس پرلا به عنوان کاپیتان باشگاه منصوب شد و قرارداد خود را تا سال ۲۰۲۶ تمدید کرد.
او در فصول ۲۰۲۴–۲۰۲۳ و ۲۰۲۳–۲۰۲۲ با باشگاه فوتبال بایرن مونیخ قهرمان بوندسلیگا شد.

## دوران ملی
در ۴ اوت ۲۰۱۲، گلودیس پرلا ویگوسدوتیر اولین بازی ملی بزرگسالان خود را در تساوی ۱–۱ در بازی دوستانه تیم ملی فوتبال زنان ایسلند با تیم ملی فوتبال زنان اسکاتلند در ورزشگاه کاپیلاو انجام داد.
او به تیم ملی فوتبال زنان ایسلند برای حضور و بازی در جام ملت‌های اروپای زنان ۲۰۱۳ دعوت شد. در ۷ آوریل ۲۰۲۲، او در جریان پیروزی ۵–۰ در برابر تیم ملی فوتبال زنان بلاروس در مرحله مقدماتی جام جهانی فوتبال زنان ۲۰۲۳، صدمین بازی ملی خود را برای تیم ملی زنان ایسلند انجام داد.

## زندگی شخصی
او کاترین یونسدوتیر را الگوی ورزشی خود می‌داند. او تا ۱۵ سالگی هندبال بازی می‌کرد و در اوقات فراغت خود به گلف و بسکتبال خیابانی می‌پردازد.